# Jill Biden
Jill Tracy Jacobs Biden (født Jacobs, tidligere Stevenson; født 3. juni 1951) er en amerikansk underviser, som i perioden 2021 - 2025 var USA's førstedame i kraft af sit ægteskab med præsident Joe Biden. Hun tjente desuden som USA's andendame, i perioden 2009 til 2017, da hendes mand var vicepræsident. 
Hun blev født i byen Hammonton i New Jersey og voksede op i Willow Grove. Hun har været gift med politiker og tidligere senator i Delaware Joe Biden siden 1977. Hun er stedmor til Joe's to sønner Beau og Hunter, fra hans første ægteskab; deres mor og lillesøster døde i en bilulykke i 1972. De har tilsammen datteren, Ashley, født i 1981. Hun har en bachelorgrad og doktorgrad fra University of Delaware, samt kandidatgrad fra West Chester University og Villanova University. Hun underviste i engelsk og læsning på gymnasier i 13 år og underviste også unge med et følelsesmæssig handicap på et psykiatrisk hospital.
Fra 1993 til 2008 var hun engelsk- og skrivelærer ved Delaware Technical & Community College. Siden 2009 har hun været professor i engelsk ved Northern Virginia Community College, ved siden af hendes rolle som USA's andendame, der havde et betalende job, mens hendes mand var vicepræsident. Hun er grundlægger af Biden Breast Health Initiative non-profit organisation, medstifter af Book Buddies-programmet og af Biden Foundation, er aktiv i Delaware Boots on the Ground og er også medstifter af Joining Forces med den tidligere førstedame Michelle Obama.